# Битва за Ирун (1936)
Битва за Ирун (исп. Batalla de Irún) — решающее сражение Гипускоасской операции во время гражданской войны в Испании. Армия националистов под командованием полковника Альфонсо Беорлеги захватила город Ирун, отрезав северные провинции Гипускоа, Бискайя, Сантандер и Астурия от источников поставки оружия и поддержки республиканцев со стороны Франции.

## Военно-оперативная ситуация
Ирун расположен на северо-восточном побережье Испании, между границей Франции и городом Сан-Себастьян. В конце июля Наварра, цитадель карлистов, была захвачена отрадами Рекете, после чего последовали жестокие массовые репрессии против внесенных в черный список мирных жителей. В начале августа полковник Карлистов Хосе Солчага и полковник Альфонсо Беорлеги по приказу генерала Эмилио Мола командовали большим количеством рекете к северу от Наварры в сторону Ируна.
Силы полковника Беорлеги были малочисленны, но в их распоряжении были 155-мм артиллерийские орудия, немецкие легкие танки, бомбардировщики Junkers Ju 52 и бандера из 700 человек из Испанского легиона. В него вошли также итальянские самолеты. И немцы, и итальянцы ежедневно наносили тяжелые воздушные удары по Ируну и Фуэнтеррабия, одновременно сбрасывая брошюры над городами, угрожая повторить бойню в Бадахосе.
Город защищали 3000 республиканцев, включая ополченцев НКТ, астурийских шахтеров, баскских националистов и французских коммунистов-добровольцев. Однако они были плохо вооружены и не имели надлежащей военной подготовки.

## Битва
11 августа корабли националистов «Испания» (линкор), «Альмиранте Сервера» (крейсер) и «Веласко» (эсминец) начали обстрел города. Основные бои развернулись на хребте Пунца к югу от города. Пик битвы пришелся на монастырь Сан-Марсьял, который защищали астурийские горняки и ополченцы, которые бросали динамит и камни, когда у них заканчивались боеприпасы.
Французы закрыли границу с Испанией 8 августа, что привело к нехватке боеприпасов и припасов в рядах республиканцев. Когда республиканцы, наконец, покинули город, отступающие силы анархистов, разъяренные отсутствием боеприпасов, подожгли части города, чтобы уничтожить то, что могло пригодиться националистам.
Полковник Беорлеги был ранен снайперской пулей, когда вошел в город. Он отказался лечить рану и вскоре умер от гангрены. Тысячи мирных жителей и ополченцев в панике спаслись бегством через границу Бидасоа во Францию, когда повстанческие ультраправые силы вошли в город.
Затем батальоны националистов направились на запад, в сторону Сан-Себастьяна, наполовину обороняемые только фортом Сан-Маркос.